# Gruzínská hymna
Hymna Gruzie je píseň Tavisupleba (gruzínsky თავისუფლება, česky Svoboda).Státní hymna byla schválena gruzínským parlamentem 23. dubna 2004 a zavedena do užívání v září téhož roku. Její předchůdkyněmi byly písně Dideba zecit kurteuls (Chvála nebeskému žehnateli), užívaná v letech 1918–1920 a 1990–2004, a Idide marad, čveno samšoblov (Navěky sláva tobě, vlasti má), hymna Gruzínské SSR od roku 1946 do roku 1990.
V únoru 2004 dal gruzínský prezident Michail Saakašvili vypsat soutěž na novou státní hymnu, jejíž melodie by se méně podobala hymně německé. Bezprostřední příčinu k tomu zavdala příhoda z jeho státní návštěvy v Německu, kdy si německý kancléř Gerhard Schröder obě hymny spletl. Slova vítězné písně napsal Davit Maghradze (დავით მაღრაძე), hudba pochází z oper Abesalom a Eteri (აბესალომ და ეთერი, 1919) a Daisi (დაისი, 1923)
předního gruzínského skladatele Zakarii Paliašviliho (ზაქარია ფალიაშვილი). Autorem úpravy do podoby státní hymny je Ioseb Kečakmadze (იოსებ კეჭაყმაძე).

## Text a český překlad
| Originální text | Transkripce | Český překlad |
| --- | --- | --- |
| ჩემი ხატია სამშობლო, სახატე მთელი ქვეყანა, განათებული მთა-ბარი, წილნაყარია ღმერთთანა. თავისუფლება დღეს ჩვენი მომავალს უმღერს დიდებას, ცისკრის ვარსკვლავი ამოდის და ორ ზღვას შუა ბრწყინდება, დიდება თავისუფლებას, თავისუფლებას დიდება. | Čemi chat'ia samšoblo, sachat'e mteli kveq'ana, ganatebuli mta-bari, c'ilnaq'aria Ghmerttana. Tavisupleba dghes čveni momavals umghers didebas, cisk'ris varsk'vlavi amodis da or zghvas šua brc'q'indeba, dideba tavisuplebas, tavisuplebas dideba! | Jak obraz svatý je má vlast a celý svět pak jeho rám. Jasných hor a dolin kraj, kde dlí i Stvořitel sám. Naše svoboda tak nyní zítřejší slávu opěvá. Na nebe jitřenka vzchází svit svůj mezi dvě moře rozlévá. Je čas vzdát svobodě slávu! Svobodě slávu je čas vzdát! |